# Барабора
Бара́бора, бара́бара (англ. barabara, алеутский: ulax̂, ulaagamax, ulaq, ulas; алютикский: ciqlluaq) — традиционное жильё народов алутиик, алеутов Алеутских островов и Камчатки. Сегодня бараборы не используются для жилья.

## Этимология
На Аляску слово пришло с русскими. Слово происходит от ительменского baza-baz (базабазь) — летнее жилище.
При балаганах делают травяные шалаши, которые по-камчатски «бажабаж», а по-русски «барабарами» называются.

## Описание
Представляет собой многосемейную полуземлянку, которая спасала от сильных ветров.

Постройка баробор самая простая. Для этого вырывают четырёхугольную яму футов до 2 (около 0,6 м) глубиной и по углам вкапывают столбы вышиной футов около 4 (немного более 1 м). на которые кладут перекладины и довольно высокую крышу на стропилах. Стены обиваются стоячими досками снаружи. Крыша устилается довольно толстым слоем травы, а бока обмазываются землёй, так что всё строение с внешней стороны походит на какую-то кучу…

Крышу из деревянных стропил или китовых костей настилали дёрном и травой, оставляя отверстие-дверь, так называемый «арктический вход», препятствующий попаданию дождя, снега и ветра внутрь жилища. Также вход сверху делали, чтобы его не заваливало снегом. Большое общее помещение внутри бараборы находилось чуть выше прочих и соседствовало с родительской комнаткой. В главном помещении спали, занимались домашними делами. Здесь были 1-2 отверстия во внутренние камеры. Небольшой «арктический вход» препятствовал проникновению внутрь холодного ветра, дождя или снега. Обычно в потолке проделывалось окно, куда выходил дым от огня:
Посередине вырывается небольшая яма, где разводится огонь для варки пищи, а по бокам отгораживаются досками небольшие места для разных домашних вещей. Это помещение служит двором, кухней и даже театром…
После контактов с русскими в XIX веке перешли к наземным постройкам, присыпанным землёй.
К бараборам пристраивали «жупаны», «кашим» (со входом сбоку — появилась после прихода русских) — бани, отапливаемые раскалёнными камнями:

Каждый из них внутри имеет свой ход, или, лучше сказать, лазейку, в которую можно пройти не иначе, как нагнувшись и ползя на животе до тех пор, пока можно будет мало-помалу подняться на ноги. Наверху в самой крыше жупанов делается небольшое окно для света, которое, вместо оконницы обтягивается сшитыми вместе кишками или пузырями. Вдоль стен, отступив от них на З фута (1 м), кладутся нетолстые брусья, отделяющие места для сна и сиденья: они же служат и вместо изголовья… жупаны здесь нужны больше для зимы, так как, ввиду их малых размеров, бывают всегда теплы от многолюдны. В самое же холодное время они нагреваются горячими камнями… На Кадьяке жупан служит гостиной, баней, спальней, а иногда и могилой…
Паровые бани-полуземлянки просуществовали на Аляске до середины XX века.